# Elisabeth Fraser
Elisabeth Fraser (8 de enero de 1920 – 5 de mayo de 2005) fue una actriz teatral, cinematográfica y televisiva de estadounidense.

## Biografía
Su nombre completo era Elisabeth Fraser Jonker, y nació en el barrio de Brooklyn, en Nueva York. Educada en Haití, Francia y Nueva York, Fraser empezó su carrera interpretativa seis semanas después de graduarse en la high school. Fue escogida para actuar en una producción llevada a escena en el circuito de Broadway de la obra There Shall Be No Night, la cual ganó el Premio Pulitzer en la temporada 1940-1941. Gracias a ello, Fraser fue contratada por los estudios Warner Brothers, actuando a partir de entonces en docenas de filmes. 
Uno de sus primeros papeles llegó con The Man Who Came to Dinner, film en el que encarnó a June Stanley actuando junto a Monty Woolley. También actuó en All My Sons, Roseanna McCoy, y So Big. Su papel cinematográfico más destacado fue el de la amiga del personaje que interpretaba Shelley Winters en el film de 1965 A Patch of Blue. En Ask Any Girl fue Jeannie, actuando con Shirley MacLaine.  
La carrera teatral de Fraser abarcó más de tres décadas, e incluía producciones representadas en Broadway como The Best Man, The Family, y Tunnel of Love (también actuó en la adaptación al cine de 1958).
Para la televisión, Fraser fue Hazel Norris en Fibber McGee and Molly, Frances Warner en McKeever and the Colonel, Josie Ryan en Off We Go, Mildred Hogan en One Happy Family, y Joan en The Phil Silvers Show. Fue además artista invitada en numerosas series, entre ellas Perry Mason, siendo Estelle Paige en el episodio de 1966 "The Case of the Sausalito Sunrise". En el show Maude hizo otras cuatro actuaciones.
Fraser escribió un libro, Once Upon a Dime, un relato humorístico sobre una actriz divorciada que llega a Hollywood con tres niños".
Elisabeth Fraser falleció en 2005 en Woodland Hills, California, a causa de una insuficiencia cardíaca. Tenía 85 años de edad. Sus restos fueron incinerados, y las cenizas arrojadas al mar.
Había estado casada con el actor Ray McDonald desde 1944 a 1952. La pareja se divorció, y ella se casó más adelante con Charles K. Peck Jr., del cual también se divorció. Fraser y McDonald tuvieron tres hijos.

## Filmografía

### Cine
- One Foot in Heaven, de Irving Rapper (1941)
- The Man Who Came to Dinner, de William Keighley (1942)
- Busses Roar, de D. Ross Lederman (1942)
- The Hidden Hand, de Benjamin Stoloff (1942)
- Commandos Strike at Dawn, de John Farrow (1942)
- All My Sons, de Irving Reis (1948)
- Roseanna McCoy, de Irving Reis (1949)
- Dear Wife, de Richard Haydn (1949)
- Hills of Oklahoma, de R.G. Springsteen (1950)
- When I Grow Up, de Michael Kanin (1951)
- Callaway Went Thataway, de Melvin Frank y Norman Panama (1951)
- Muerte de un viajante, de László Benedek (1951)
- So Big, de Robert Wise (1953)
- The Steel Cage, de Walter Doniger (1954)
- Young at Heart, de Gordon Douglas (1954)
- The Tunnel of Love, de Gene Kelly (1958)
- Ask Any Girl, de Charles Walters (1959)
- Two for the Seesaw, de Robert Wise (1962)
- Who's Been Sleeping in My Bed?, de Daniel Mann (1963)
- A Patch of Blue, de Guy Green (1965)
- The Glass Bottom Boat, de Frank Tashlin (1966)
- Plan diabólico, de John Frankenheimer (1966)
- The Ballad of Josie, de Andrew V. McLaglen (1967)
- The Way West, de Andrew V. McLaglen (1967)
- Hampa dorada, de Gordon Douglas (1967)
- El graduado, de Mike Nichols (1967)
- Nine to Five, de Colin Higgins (1980)

### Televisión
- 1949: Your Show Time, episodio The Marquise
- 1950: Studio One, episodio The Blonde Comes First
- 1951: Racket Squad, episodio Two for One
- 1952: Rebound, episodios The Thief y A Matter of Honor)
- 1952: Dangerous Assignment, episodios The One Blue Chip Story, The Burma Temple Story y The Stolen Letter
- 1953: The Revlon Mirror Theater, episodioUncle Jack
- 1953: Four Star Playhouse, episodios The Hard Way y The Ladies on His Mind)
- 1954: Dragnet, episodio The Big Escape
- 1954: Crown Theatre with Gloria Swanson, episodio Uncle Harry
- 1955 – 1958: The Phil Silvers Show (serie televisiva)
- 1959: Fibber McGee and Molly
- 1962: Sammy the Way Out Seal
- 1966: Off We Go
- 1980: The Scarlett O'Hara War